# Birjand
Birjand is een stad in Iran en is de hoofdplaats van de provincie Khorāsān-e Janūbī.
Birjand telde in 2011 bij de volkstelling 178.000 inwoners.